# Rolesville
Rolesville – miasto w Stanach Zjednoczonych, w stanie Karolina Północna, w hrabstwie Wake.